# 시나가와정
시나가와정(일본어: 品川町)는 도쿄부 에바라군에 존재했던 정이다. 도쿄도 시나가와구의 북부에 위치한다

## 역사
- 1889년 5월 1일 - 정촌제 시행과 함께 시나가와내 마을 주변을 합병해 시나가와정이 성립하였다.
- 1932년 10월 1일：에바라군 전역이 도쿄시에 합쳐지면서 시나가와구가 설치되었다.
- 1947년 3월 15일：에바라구가 시나가와구와 합병되어 새로운 시나가와구가 설치되었다.

## 교통

### 철도
- 국철 (→ JR동일본)
  - 도카이도 본선 (게이힌 도호쿠선
- 게이힌 전기철도 (현:게이힌 급행 전철)

### 도로
- - 국도 제15호선